# محوطه شباب
محوطه شباب در شهرستان چرداول، بخش مرکزی، روستای شباب واقع شده و این اثر در تاریخ ۹ اردیبهشت ۱۳۸۲ با شمارهٔ ثبت ۸۴۷۱ به‌عنوان یکی از آثار ملی ایران به ثبت رسیده است.